# Iselmeletica
Iselmeletica là một chi bọ cánh cứng trong họ Meloidae.
Chi này được miêu tả khoa học năm 1966 bởi Kaszab.

## Các loài
Chi này gồm các loài:
- Iselmeletica flabellicornis Kaszab, 1966